# Helota chinensis
Helota chinensis is een keversoort uit de familie Helotidae. De wetenschappelijke naam van de soort is voor het eerst geldig gepubliceerd in 1994 door Zhang Junfeng.